# Hans Duhm
Hans Duhm (12 d'agost de 1878, Göttingen – 4 de gener de 1946) fou un jugador d'escacs suís - alemany. Era el germà gran d'Andreas Duhm i de Dietrich Duhm, també jugadors d'escacs. El seu pare, Bernhard Duhm, fou professor de teologia protestant a Göttingen i a Basilea. Hans va estudiar també teologia, i es graduà a la Universitat d'Estrasburg, Alsàcia (llavors Imperi Alemany), on hi va rebre el grau de Lizentiate (graduat post Doctorat).
Va publicar un llibre de teologia, Die bösen Geister im Alten Testament (Mohr Verlag, Tübingen und Leipzig 1904). Fou professor d'exegesi de l'Antic Testament a Göttingen i Breslau.

## Resultats destacats en competició
Acabà en primer lloc al Campionat d'escacs de Suïssa de St. Gallen 1901, ex aequo amb Max Pestalozzi, Eugen Meyer, i Andreas Duhm. Va empatar als llocs 16è-17è en el XIX DSB Congress, Hauptturnier A de Mannheim 1914 (campió: B. Hallegua), i empatà als llocs 7è-8è a Hannover 1926 (campió: Aron Nimzowitsch). Hans Duhm fou cinc cops campió de la Baixa Saxònia (Der Niedersächsische Schachverband, 1924, 1925, 1927, 1928, i 1929).